# Hino Ranger
Hino Ranger — сімейство вантажівок середньої вантажопідйомності, що виробляються японською компанією Hino Motors з 1969 року.
У Японії його основними конкурентами є Isuzu Forward, Nissan Diesel/UD Trucks Condor і Mitsubishi Fuso Fighter.

### Фейсліфтинг 2017
5 квітня 2017 року представлено оновлену модель п'ятого покоління. Це перша масштабна модернізація за останні 16 років. Уперше на середньотонажних вантажівках в Японії в стандартне оснащення входить система PCS. Як опція також доступна система автоматичного збереження безпечної дистанції до переднього автомобіля.
Оновлений Ranger отримав новий дизайн екстер'єру та інтер'єру. Є й деякі технічні удосконалення, найголовнішим з яких є 5.1-літровий двигун A05C потужністю 210 або 240 к.с., який поєднується із 6-ступінчастою механічною коробкою передач. Повна маса вантажівки — 8 тонн.

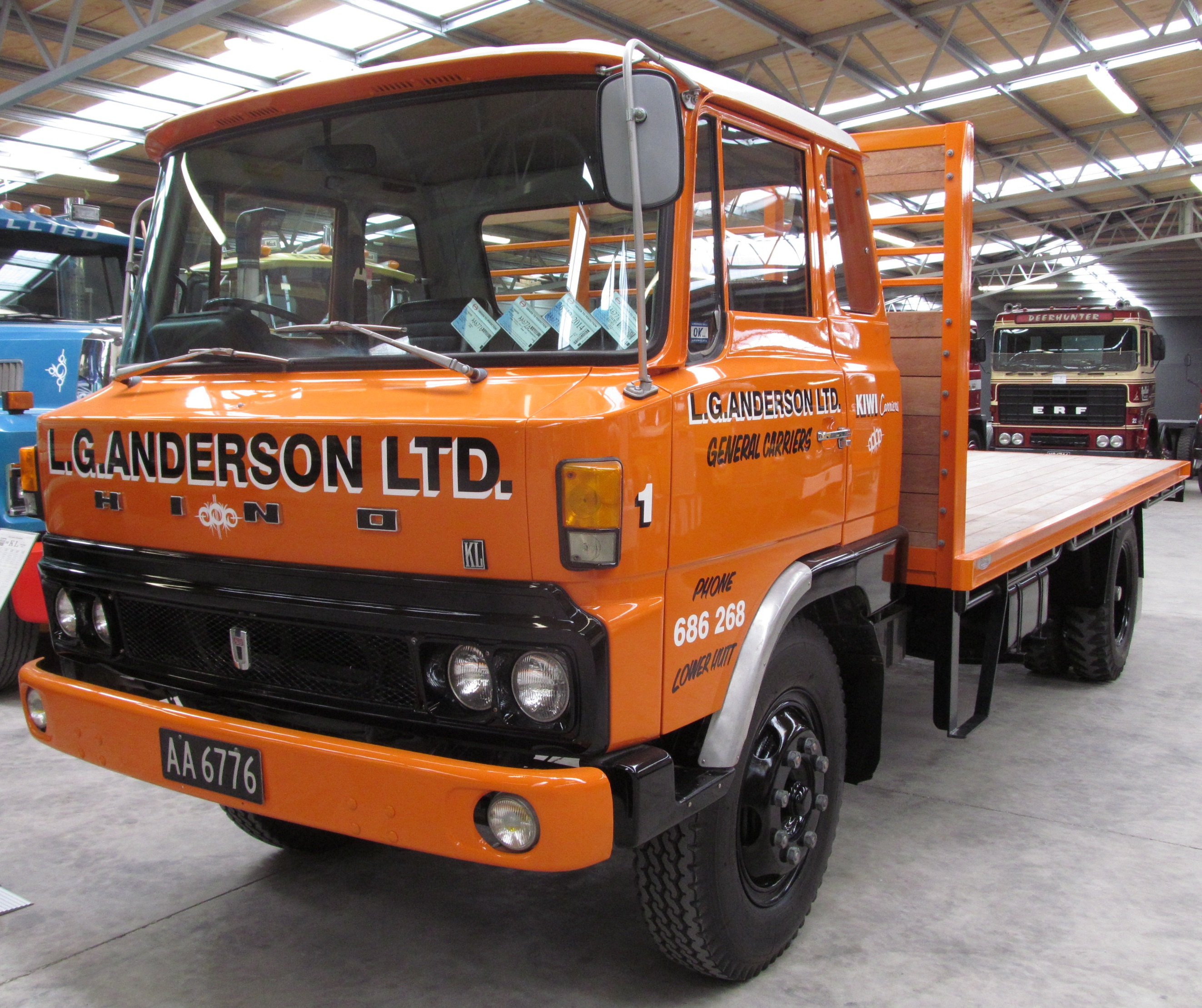
Hino Ranger 2 (1969-1980)
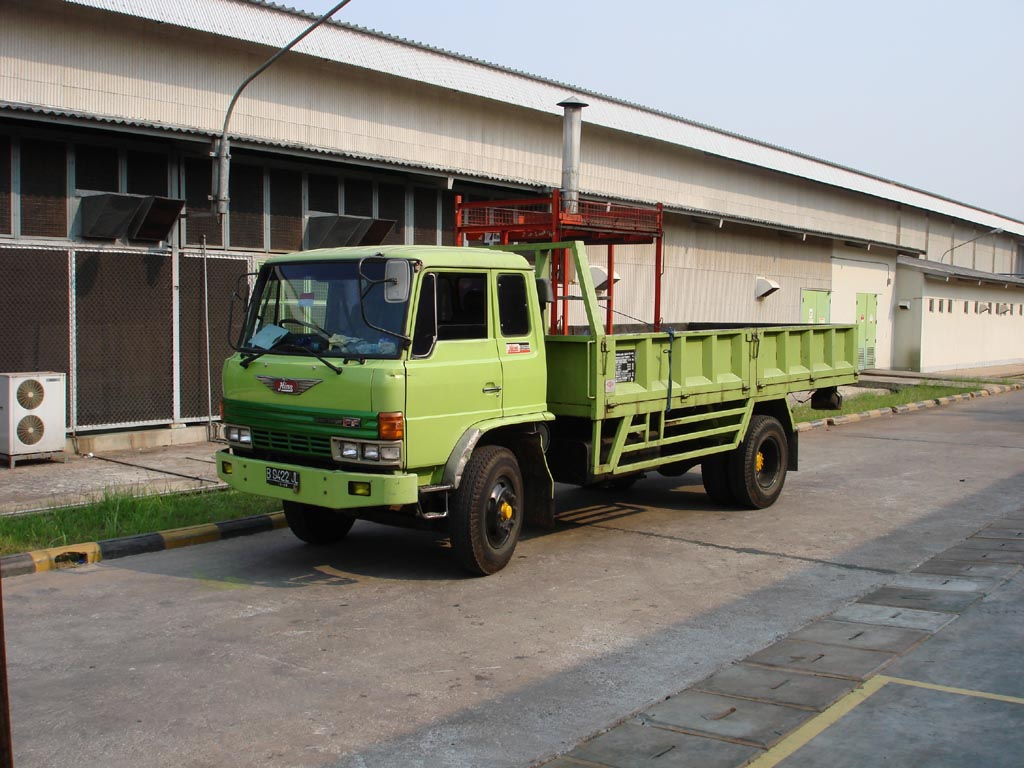
Hino Ranger 3 (1980-1989)
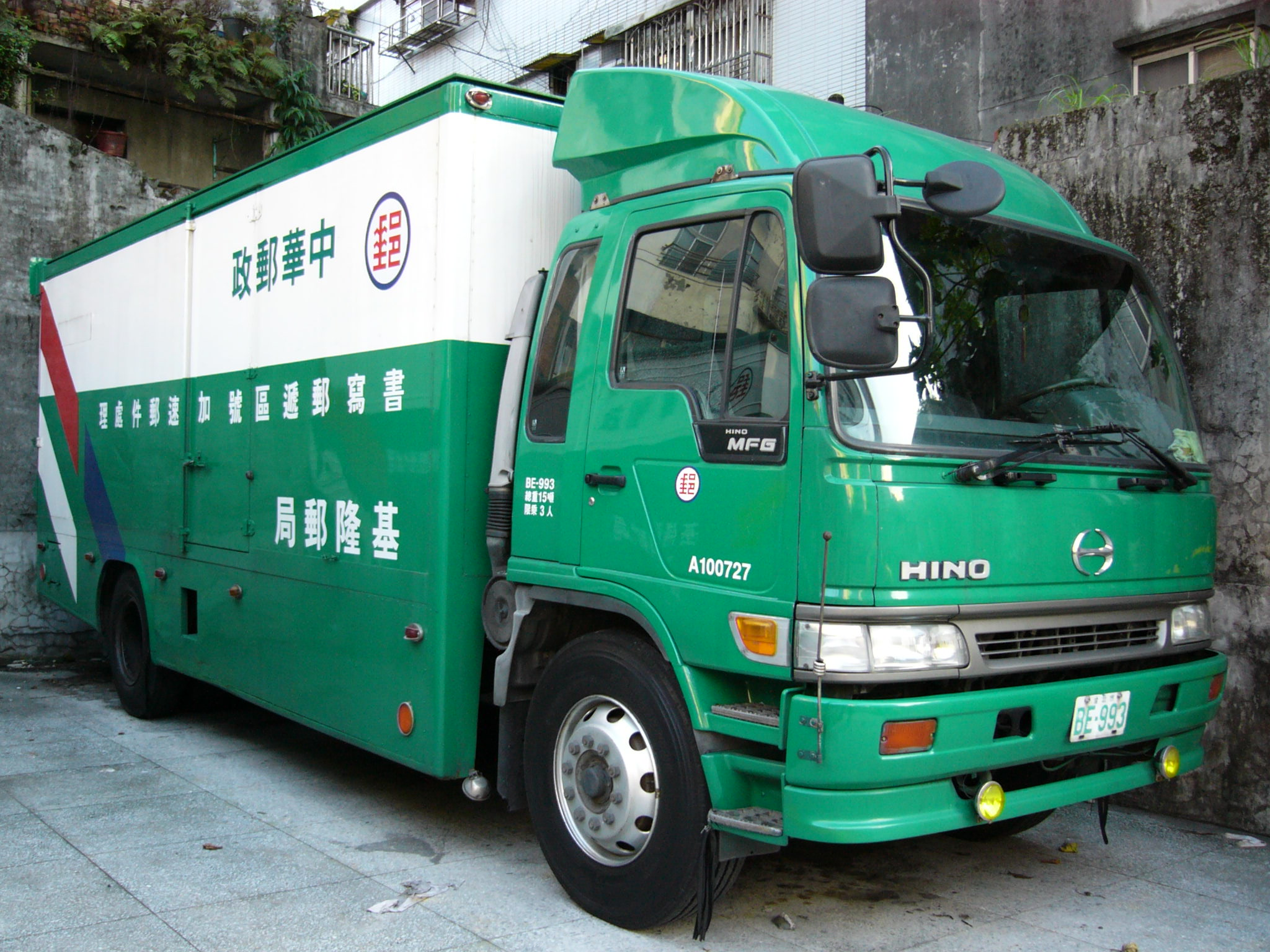
Hino Ranger 4 (1989-2001)
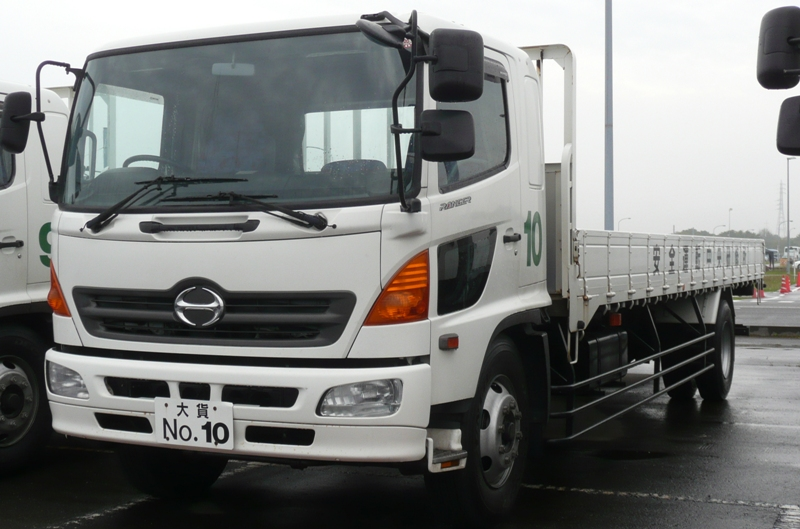
Hino Ranger 5 (2001-2017)
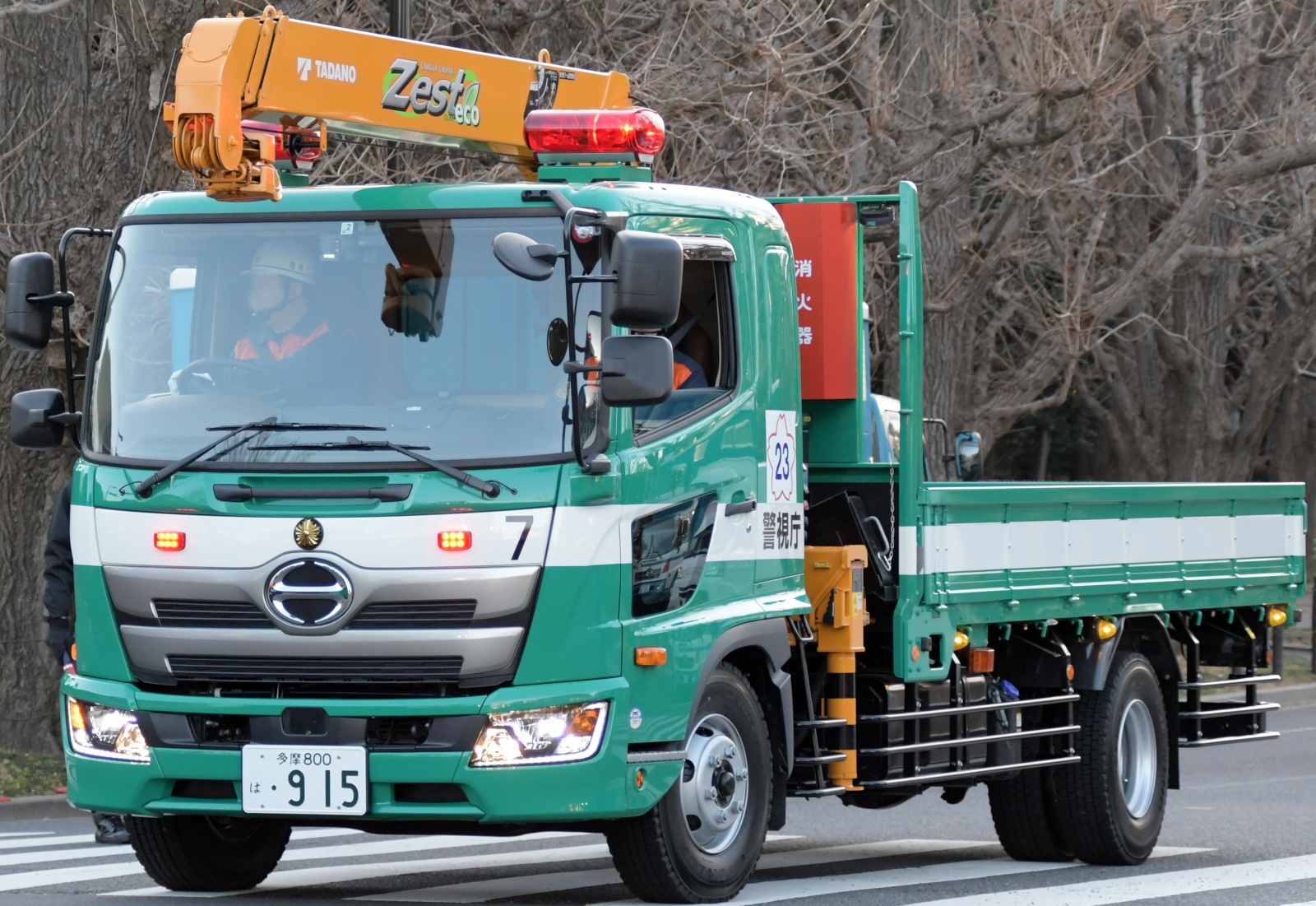
Hino Ranger 6 (2017-2022)

## Двигуни
Дизельні:
- 4.0 L (4,009 cc) W04D I4
- 4.3 L (4,313 cc) DM100 I4
- 4.5 L (4,507 cc) DQ100 I4
- 5.0 L (5,000 cc) EC100 I4
- 5.2 L (5,213 cc) J05E I4
- 5.2 L (5,213 cc) A05C I4
- 5.8 L (5,759 cc) W06D I6
- 6.0 L (6,014 cc) W06E I6
- 6.7 L (6,728 cc) H07C I6
- 7.4 L (7,412 cc) H07D I6
- 7.7 L (7,684 cc) J08E I6
- 8.0 L (7,961 cc) J08C I6
- 8.9 L (8,866 cc) A09C I6